# Hästskötare

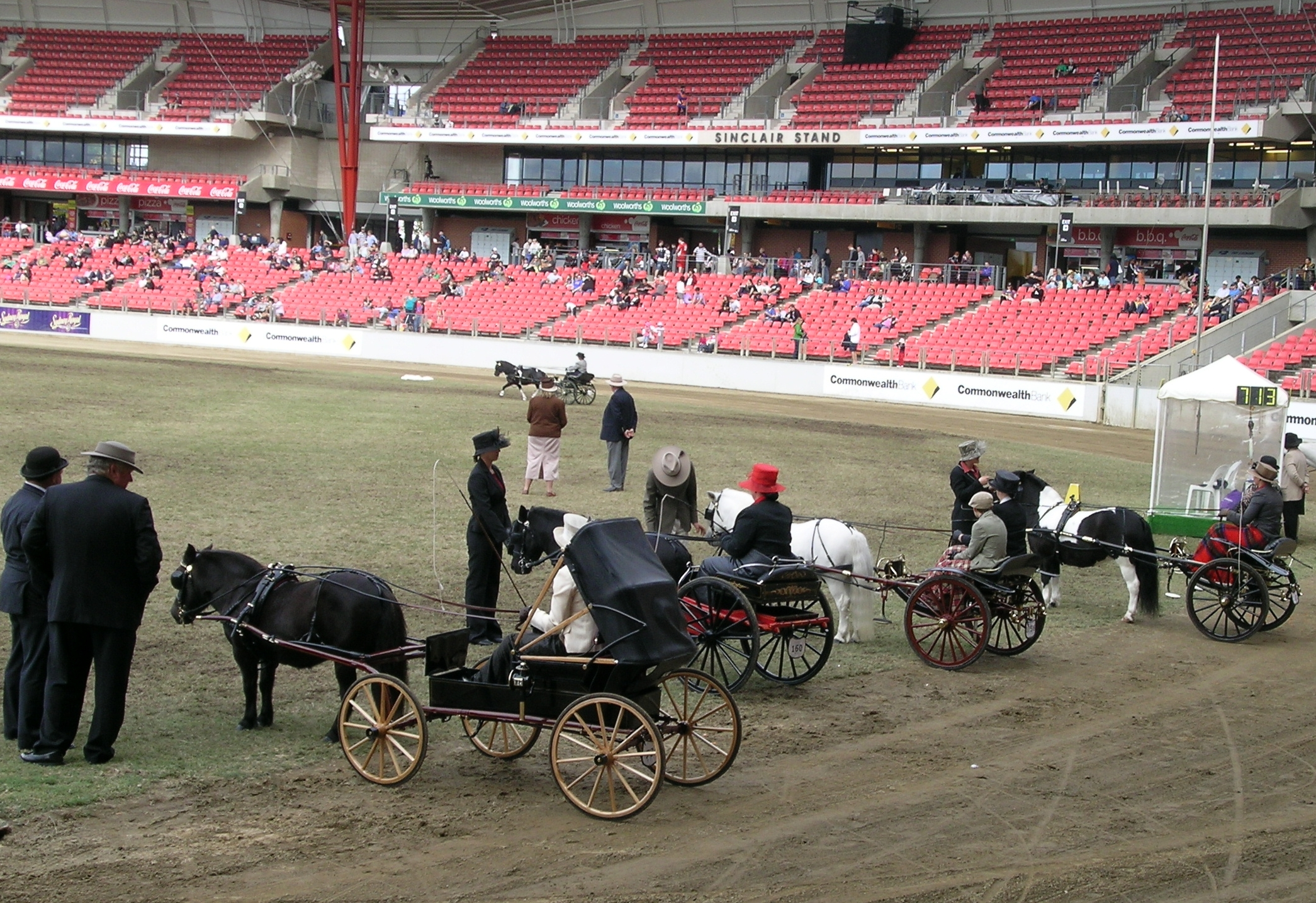
Shetlandsponnyer med sina kuskar och formellt klädda hästskötare på plats.

En hästskötare eller stallpojke/stalltjej är en person som ansvarar för vissa eller alla aspekter av skötseln av hästar och/eller skötseln av själva stallet. Termen syftar oftast på en person som är anställd hos en stallägare, men en hästägare kan utföra hästskötarens uppgifter, särskilt om ägaren bara har ett fåtal hästar.

## Yrke

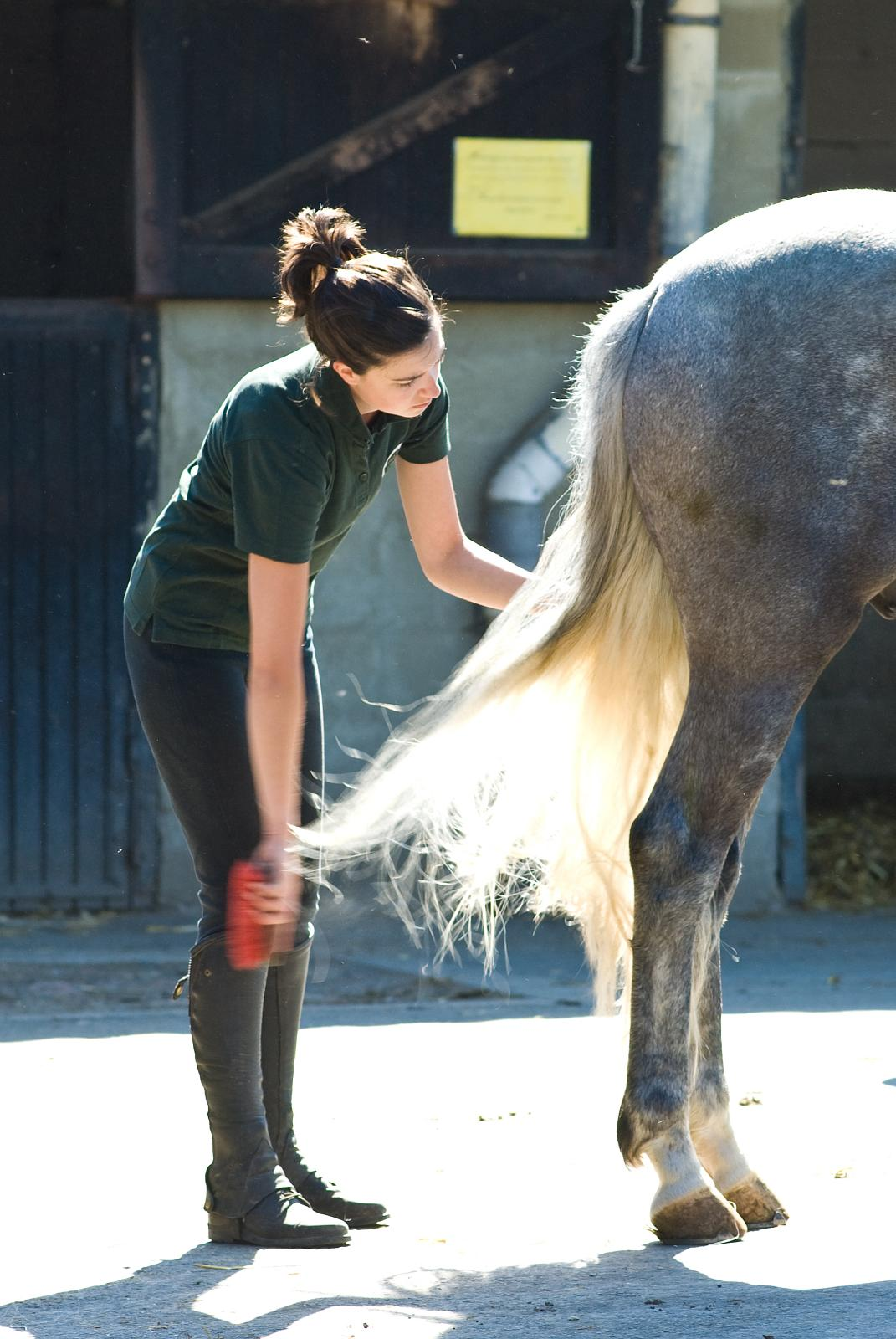
En kvinna som borstar en hästs svans.

Hästskötare kan vara anställda i privata bostäder eller i professionella hästträningsanläggningar som stall, lantgårdsfastigheter och ridskolor.
Hästskötare städar vanligtvis stall (så kallat mocka), matar, motionerar och ryktar hästar.
En hästskötare i privat anställning förväntas ha jour under angivna tider, om någon medlem av arbetsgivarens familj vill rida.
Hästskötare vars arbetsgivare är involverade i hästsporter eller hästkapplöpningar måste ofta resa med sina arbetsgivare för att tillhandahålla stödtjänster under tävlingar. De tjänster som krävs varierar med typen av tävling och sträcker sig från att helt enkelt se till att hästen är redo för tävlingsstart till att värma upp hästen innan.